# Lepthyphantes pratorum
Lepthyphantes pratorum este o specie de păianjeni din genul Lepthyphantes, familia Linyphiidae, descrisă de Caporiacco, 1935. Conform Catalogue of Life specia Lepthyphantes pratorum nu are subspecii cunoscute.